# Linha de pesca
As linhas para a pesca são fios usados, não só para segurar o anzol, na pesca à linha, mas também para fabricar redes de pesca.
Parâmetros importantes de uma linha de pesca são o seu comprimento, material e peso (linhas mais grossas são mais visíveis para peixes). Fatores que podem determinar o que o lar de linha escolhe para um determinado ambiente de pesca incluem força de ruptura, força de nó, resistência a UV, resistência ao desgaste, flexibilidade, estiramento, resistência à abrasão e visibilidade. A maioria das linhas modernas são feitas de nylon ou seda.

## Tipos de linhas para a pesca
Hoje se destacam três tipos de linhas: as multifilamentadas (braid), as monofilamentos e as mistas]:
- Mistas – são formadas por filamentos de aramida recobertos de resinas de nylon. São pouco usuais por terem preços elevados, mas têm um bom desempenho. Apresentam maciez, resistência linear e resistência a abrasão.
- Braid - Nos anos 90 chegaram as aramidas (multifilamentos), que imediatamente começaram a ser usadas como linhas para pesca e deram origem às gerações de linhas: Spectra, KevIar e Dyneema, feitas em microfilamentos trançados ou torcidos, em sua maioria com acabamento de resina anti-abrasiva. Essa tecnologia agregou ao produto final alta resistência, superando até 10 vezes o aço. As aparentes desvantagens como: baixa resistência ao nó, dificuldade de emendas, perda de coloração, pequenos danos aos equipamentos e preços elevados são compensadas por benefícios como: a resistência elevadíssima à tração, diâmetros finos e sensibilidade extremada. Essas características se traduzem em: invisibilidade para os peixes, maior quantidade de linha enrolada no molinete ou carretilha, transmissão instantânea do contato do peixe (o que aumenta o sucesso da fisgada), arremessos muito mais longos e pesca de grandes exemplares com linhas finas.
- Monofilamento - A invenção da fibra de nylon em 1938 revolucionou o universo da pesca, substituindo gradativamente as linhas que eram normalmente utilizadas (algodão, seda e lã). A fundição da poliamida e sua extrusão no formato de um fio deu origem ao monofilamento de nylon, que embora concorra com inúmeras novidades, ainda responde por mais ou menos 75% de toda a linha de pesca consumida no mundo. Atualmente podemos dizer que o pescador encontra uma linha para cada necessidade: resistência à tração e à abrasão, diâmetros variados, flexibilidade, resistência aos nós, visibilidade, durabilidade e outros aspectos.

## Características das linhas
- Diâmetro - Também chamado de bitola, espessura ou grossura da linha, quase sempre informado em milímetros pelos fabricantes. Nem sempre uma linha de mesmo diâmetro terá a mesma resistência. Portanto, apenas dentro das linhas de mesma composição a resistência será maior no diâmetro maior. É possível a linha ter diâmetro levemente variável ou tomar um formato menos redondo quando submetida ao carretel da carretilha sobre elevada pressão.
- Resistência - É a capacidade máxima de suporte de peso de uma linha e normalmente vem expressa em libras e em quilograma-força (kgf), medida em dinamômetro. Cada libra corresponde a 453 gramas. A resistência deve ser de acordo com o tamanho do peixe, mas não esta ligada ao peso do peixe e sim à habilidade do pescador. As resistências anotadas nos carretéis são sempre as menores resistências, tendo como única exceção na resistência em linhas, as destinadas aos torneios regidos pela IGFA. Esta última é classificada em libras, sendo o limite máximo aceito para cada classe.
- Memória - As linhas tendem a assumir forma espiralada em razão de seu acomodamento no carretel, principalmente nas carretilhas, pelo diâmetro reduzido do eixo do carretel. A linha que possui maior capacidade de resiliência volta à posição de origem em menor tempo. Isto depende da composição do copolímero utilizado na sua fabricação.
- Cores - As linhas coloridas são preferidas pelos praticantes de pesca com isca artificial por proporcionarem grande visibilidade. Neste tipo de pesca é importante ver por onde passam as linhas ou onde caíram as iscas, pois a precisão do arremesso é fundamental no sucesso da pescaria. Entretanto, as linhas transparentes são mais usuais por serem menos percebidas na água.

## Dicas para melhor uso
Deve-se sempre optar pela linha mais fina possível dentro dos limites do peixe que se pretende pescar e da categoria do equipamento utilizado. Na captura de um peixe grande, em local sem enrosco, é mais importante ter bastante linha, do que ter linha grossa. A linha mais fina proporciona maior sensibilidade e arremessos mais longos. As linhas macias assentam melhor na bobina, desenrolam melhor e tem menos memória (forma espiralada). Em carretilha, as linhas macias, provocam menos cabeleira, além de serem mais resistentes a trancos, pois na sua maioria possuem maior elasticidade.